# Calosoma eremicola
Calosoma eremicola är en skalbaggsart som beskrevs av Henry Clinton Fall. Calosoma eremicola ingår i släktet Calosoma och familjen jordlöpare. Inga underarter finns listade i Catalogue of Life.